# Canción de cuna (película de 1941)
Canción de cuna es una película argentina dirigida por Gregorio Martínez Sierra basada en su obra homónima y con guion escrito en colaboración con Enrique Amorim y Ramón Gómez Masía que se estrenó el 3 de septiembre de 1941 y que tuvo como protagonistas a Catalina Bárcena, Nury Montsé, Pablo Vicuña, María Duval y Niní Gambier.		

## Sinopsis
Una huerfanita criada por monjas en un convento, se enamora a los 18 años de un ingeniero y está a punto de perderlo ante una rival mundana. 

## Reparto
- Catalina Bárcena	... 	Sor Juana de la Cruz
- Nury Montsé
- Pablo Vicuña
- Gloria Bayardo
- Sara L. Cabanillas
- Paloma Cortés
- María Duval
- Niní Gambier
- Miguel Gómez Bao
- Herminia Mas
- María Santos

## Comentario
El filme presentó entre las estrellas a María Duval, una ingenua que hizo tanto impacto como Mirtha Legrand en Los martes, orquídeas. Había llegado no mucho tiempo antes de su Bahía Blanca natal.
Fue María Duval, una chica llegada pocos meses antes de Bahía Blanca, donde actuó en representaciones escolares y ganó un concurso de lectura que se transmitió desde el Teatro Municipal, que deseaba avanzar en la carrera artística. Visitaron al prestigioso periodista Chas de Cruz quien, viendo en ella aptitudes actorales inició gestiones que a la larga convencieron a Roberto Airaldi para que la incorporara a su compañía radioteatral en Radio Prieto. Luego la presentó a Amorim que la derivó a su vez a Martínez Sierra que le dio la oportunidad de hacer en Canción de cuna el papel de la huerfanita que en Hollywood había representado Dorothea Wieck y lo hizo con ternura, simpatía y delicadeza, actuando con bastante espontaneidad y con sentido de la naturalidad y contención exigido por el trabajo ante las cámaras. Con ella se fortaleció en el cine nacional la era de la ingenua que había inaugurado Mirtha Legrand.
La película fue un hito en el desarrollo de la escenografía en el cine argentino. Aquellos decorados que en los primeros tiempos estaban lejos de tener valor artístico en sí mismos y de integrarse en unidad narrativa con la película a la que servían y sólo mostraban, con mayor o menor cuidado, los ambientes en los que tenía lugar la historia, pasaron de la mano de Gori Muñoz a cumplir una función como parte integral del relato y elemento decisivo para establecer el clima, ambiente y unidad estética. 
Tuvo muy buena fotografía de Hugo Chiesa, bello fondo musical de Julián Bautista y estuvo muy bien actuada por Catalina Bárcena, en el personaje de Sor Juana Inés de la Cruz, que ya había interpretado en incontables veces anteriores. 
Roland escribió en el diario Crítica que la película era "diáfana y bien intencionada que se ve con agrado y simpatía. Hace sonreír y emocionar dulcemente" y por su parte Calki en el diario El Mundo comentó que el filme "conserva su suave emoción, en una digna versión local ...Aspecto nuevo y distinto en la habitual producción argentina". Di Núbila dijo de ella que se trataba de "una película que llegó el corazón con su pureza sentimental, toques poéticos y diáfano romanticismo; la platea se blanqueaba de pañuelos de las damas que asistieron a su exhibición".